# مستوى إكليلي (مستوى جبهي)
المستوى الإكليلي المعروف أيضًا باسم المستوى الجبهي هو أي مستوى رأسي يقسم الجسم إلى أقسام بطنية وظهرية (بطن وظهر).
وهي واحدة من المستويات الثلاث الرئيسية في الجسم المستخدمة لوصف موقع أجزاء الجسم فيما يتعلق ببعضها البعض.

## تفاصيل
المستوى التاجي هو مثال على المستوى الطولي، لأنه عمودي على المستوى العرضي. بالنسبة للإنسان، فإن المستوى الوسطي التاجي سوف ينقل الجسم الواقف إلى نصفين (أمامي وخلفي، أمامي وخلفي) في خط وهمي يمر عبر الكتفين. ينطبق وصف الطائرة الإكليلية على معظم الحيوانات وكذلك البشر على الرغم من أن البشر يمشون بشكل مستقيم وعادة ما يتم عرض الطائرات المختلفة في الاتجاه العمودي.
المستوى القصي (سطح القص الأمامي) هو مستوى تاجي يعبر الجزء الأمامي من القص.

## علم أصول الكلمات
المصطلح مشتق من اللاتينية الإكليل (إكليل، تاج)، من اليونانية القديمة ( إكليل).

## صور إضافية

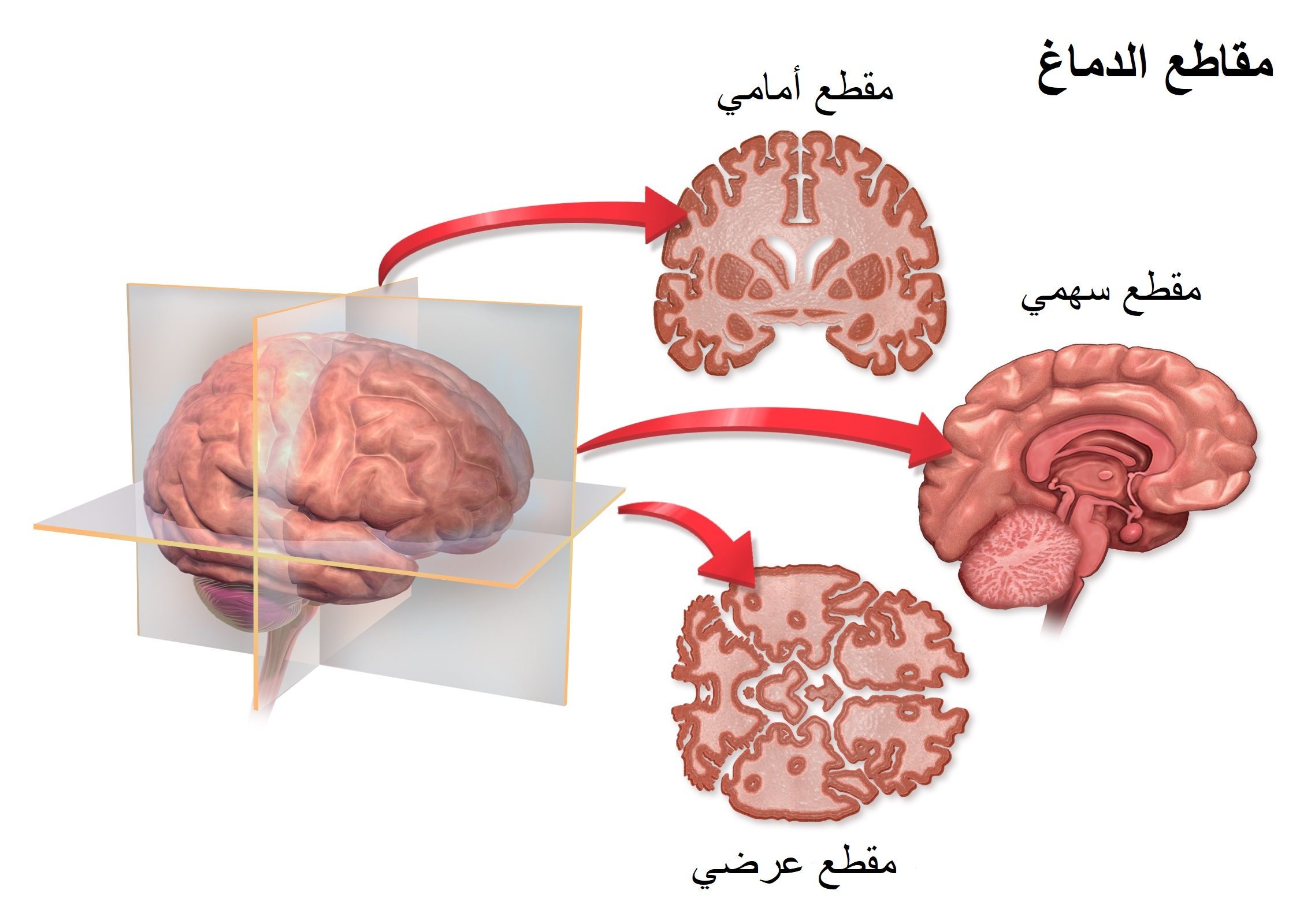
طائرات الاقسام في الدماغ
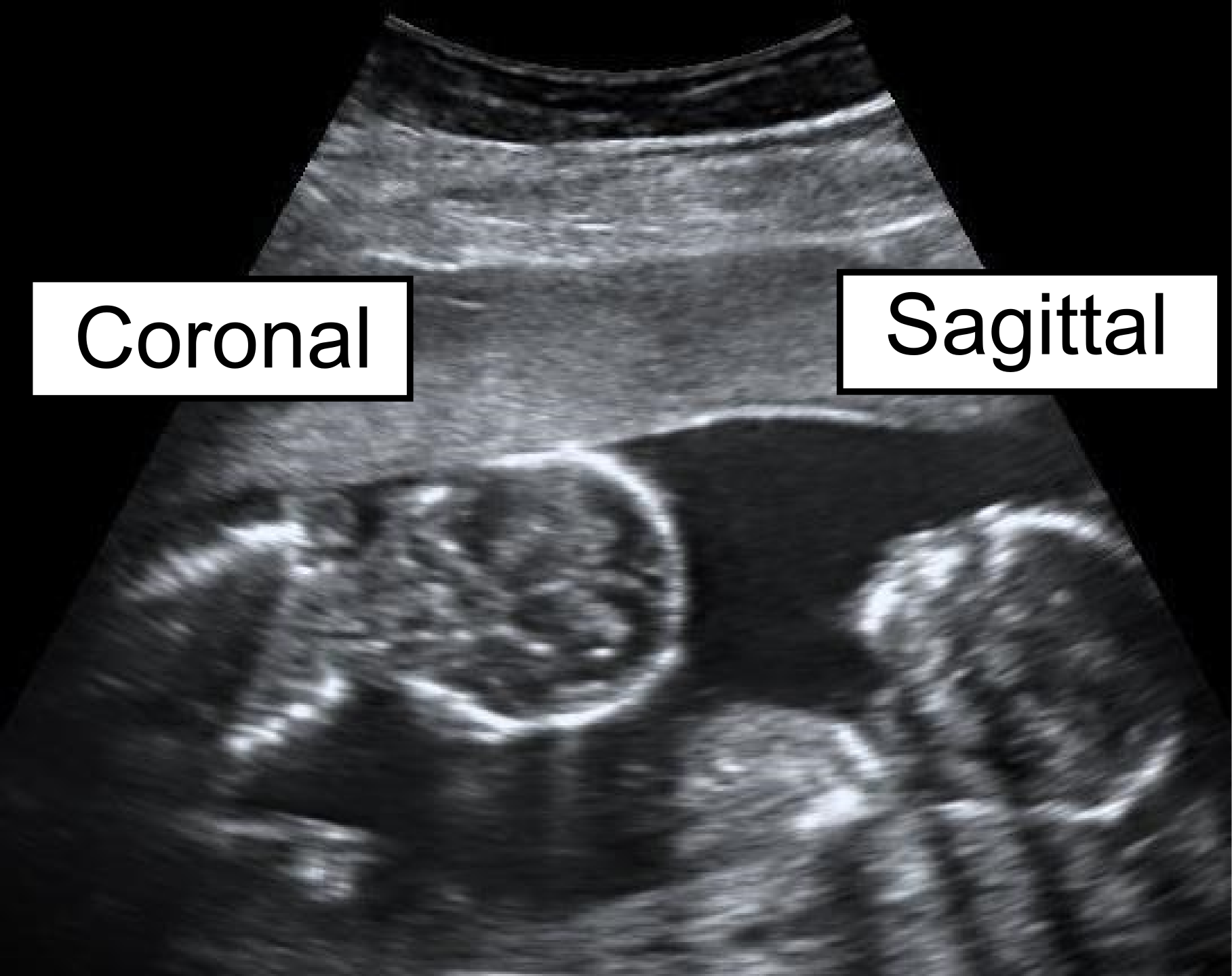
التوائم المتطابقة في عمر الحمل 15 أسبوعًا، تظهر في المستوى التاجي والسهمي، على التوالي
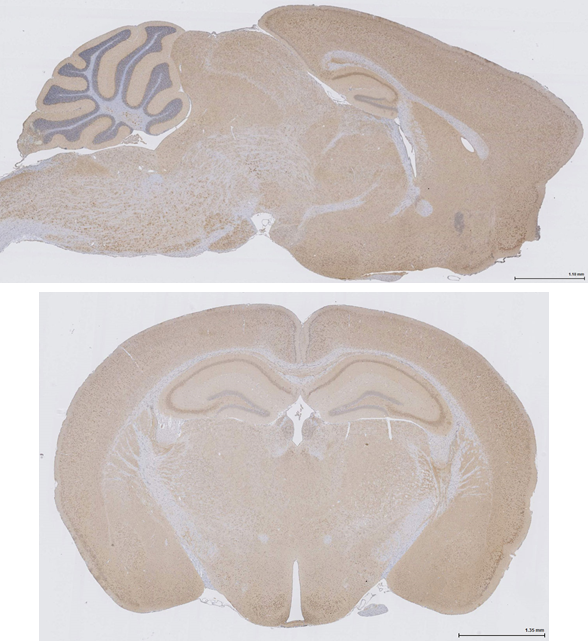
المقطع السهمي (الجزء العلوي) مقابل القسم التاجي (أسفل) من دماغ الفأر

## روابط خارجية
- "Anatomical Orientation - Page 2 of 9". University of Michigan Medical School. مؤرشف من الأصل في 2007-11-23.